# Clematis pubescens
Espèce
Classification phylogénétique
La clématite pubescente (Clematis pubescens) est une espèce de plante ligneuse grimpante de la famille des Renonculacées poussant dans les forêts de karris et de jarrahs des régions côtières du sud de l'Australie-Occidentale.
Les fleurs sont blanches.